# Contenu thermique des océans

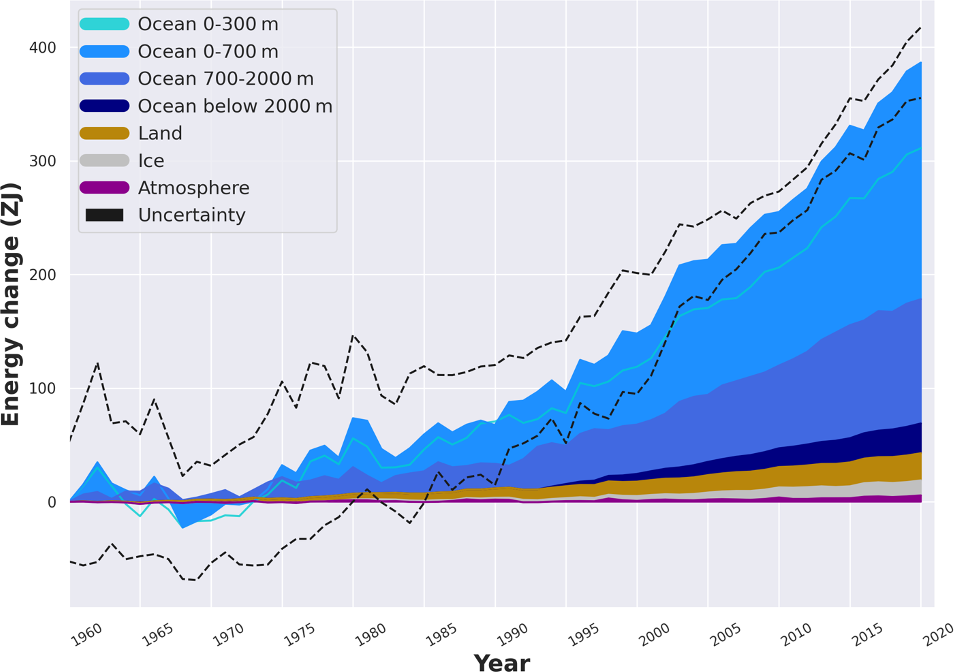
Plus de 90 % de l'énergie thermique qui s'est accumulée sur Terre à cause du réchauffement climatique depuis 1970 est stockée dans l'océan.

En océanographie et en climatologie, le contenu thermique des océans (CTO), en anglais Ocean heat content (OHC), est l'énergie absorbée par l'océan, où elle est stockée pendant des périodes de temps indéfinies sous forme d'énergie interne ou d'enthalpie.
Le réchauffement climatique d'origine anthropique se traduit par une élévation du CTO (donc une hausse de la température des océans), qui doit se poursuivre pendant plusieurs siècles quel que soit le niveau futur des émissions de gaz à effet de serre, en raison de son inertie.

## Mécanisme
L'augmentation du CTO représente plus de 90 % de l'énergie thermique excédentaire de la Terre due au réchauffement climatique entre 1971 et 2018. Il est extrêmement probable que le forçage anthropique via l'augmentation des émissions de gaz à effet de serre (GES) ait été le principal moteur de cette augmentation:1228. Environ un tiers de l'énergie ajoutée s'est propagée à des profondeurs inférieures à 700 mètres à partir de 2020,. Comme la grande majorité (> 90 %) de la chaleur supplémentaire provenant de l'augmentation des gaz à effet de serre est absorbée par les océans, le réchauffement climatique est, en fait, principalement le « réchauffement des océans », ce qui font de la teneur en chaleur des océans et l'élévation du niveau de la mer les indicateurs les plus vitaux du changement climatique.
Les eaux océaniques absorbent efficacement l'énergie solaire et ont une capacité calorifique bien supérieure à celle des gaz atmosphériques. Les quelques mètres supérieurs de l'océan contiennent par conséquent plus d'énergie thermique que l'ensemble de l'atmosphère terrestre.

## Mesure
Les navires et les stations de recherche ont échantillonné les températures de surface de la mer et les températures à une plus grande profondeur dans le monde entier depuis 1960.[réf. souhaitée] De plus, après l'an 2000, un réseau en expansion de près de 4 000 flotteurs robotiques Argo a mesuré l'anomalie de température, ou de manière équivalente le changement du CTO.

## Évolution
Depuis au moins 1990, le CTO a augmenté à un rythme constant ou accéléré. Le taux de variation pour la période 2003-2018 atteint +0,58 ± 0,08 W/m², avec une incertitude principalement due aux difficultés d'effectuer des mesures multi décennales avec une précision et une couverture spatiale suffisantes.
Le sixième rapport d'évaluation du GIEC indique que la hausse du CTO se poursuivra pendant des siècles de manière irréversible, quel que soit le scénario futur d'émissions de GES retenu,,.